# Домашно образование
Домашното образование, известно още като домашно обучение, е обучението и възпитанието на децата у дома или на редица други места извън училище.  Домашното обучение обикновено се провежда от родител, учител или онлайн учител. Причините за такъв избор от страна на родителите са: 
религиозни мотиви, недоволство от училищната среда, семейни причини, невъзможност на детето да разбира предметите без индивидуална помощ, недоволство от учебната програма, недоволство на детето от училището, проблеми с училищата, при професия на родителите, не позволяваща детето да бъде записано в традиционно училище, в случай на Инвалидност, проблеми с достъпа до училищата, неопитност на детето за посещаване на училище, незаписване в желаното училище и други. В миналото много семейства са използвали по-неформални начини на образование.  „Домашно обучение“ е термин, който все още се използва широко в Северна Америка, докато „домашно образование“ се използва често в Европа и много страни от Общността на нациите. 

## Въведение
Преди прилагането на задължителните закони за училищно образование по-голямата част от образованието и образованието в детска възраст се осигуряваха от местните семейства и общности. В много развити страни домашното обучение е законова алтернатива на държавните и частните училища. В други страни домашното обучение остава незаконно или ограничено при специфични условия, както се вижда от статистиката и международния статус на домашното обучение.
През по-голямата част от историята на образованието и в различни култури обучението на деца вкъщи от членове на семейството беше обичайна практика, докато ангажирането на професионални учители беше опция, достъпна само за богатите. Домашното образование продължава да бъде основната форма на обучение до 1830-те години.  През 18 век обаче повечето хора в Европа са лишени от официално образование.  От началото на 19 век официалното училище се превръща в най-разпространеното средство за обучение във всички развити страни. Домашното обучение губи значението си през 19 и 20 век с приемането на законите за задължителното образование и с налагането на Тоталитарните режими в Съветският съюз, Нацистка Германия, Източна и Централна Европа, Китай, Северна Корея, Индокитай и Куба, виждащи в този метод на образование заплаха за пропагандният и идеологическият им монопол. Въпреки това той продължава да се практикува в изолирани общности. Домашното обучение преживява възраждане през 60-те и 70-те години с реформаторите в западното образование, недоволни от унифицираното образование.  В Източна Европа то се възражда след падането на комунистическите режими и разпадът на Съветския съюз и Югославия, като то е разрешено в следните посткомунистически страни: Сърбия, Словения, Унгария, Чехия, Полша, Латвия, Русия, Естония и Казахстан, а с ограничения е разрешено и в Украйна и Китайската народна република. Но е забранено в Западноевропейски страни като Швеция, Германия и Испания.

## Ефикасност
Въпреки че частните уроци може да звучат много добър вариант за ученика те имат доста недостатъци като например:
1. Отвикване на детето да общува с хора на неговата възраст
2. Не може да се научи как да разбира уроци които не се преподават лично на него а на повече хора което може да му повлияе в бъдеще.
3. Чуство за различност и изолация